# William George Armstrong
William Armstrong, 1st Baron Armstrong (Newcastle, 26 november 1810 – Rothbury, 27 december 1900) was een Britse werktuigbouwkunde en industrieel. Hij was een pionier op het gebied van de hydrauliek en oprichter van Armstrong Whitworth, een bedrijf dat wapens, schepen, locomotieven, auto's en vliegtuigen bouwde.

## Levensloop

### Jongere jaren
Armstrong werd geboren als zoon van een korenhandelaar die in 1850 burgemeester van Newcastle zou worden. Na twee particuliere scholen in Newcastle en Whickham, ging Armstrong op zestienjarige leeftijd naar een grammar school in Bishop Auckland. Daar ging hij regelmatig op bezoek bij de nabij gelegen machinewerkplaats van William Ramshaw, waar hij ook zijn toekomstige vrouw Margaret Ramshaw ontmoette.
Op aandringen van zijn vader studeerde Armstrong recht in Londen. Vijf jaar later in 1833 keerde hij terug naar Newcastle, en werd firmant in het bedrijf Armorer Donkin, een bevriend advocaat van zijn vader. In 1835 trouwde Armstrong met Margaret Ramshaw en ze bouwden een huis in Jesmond Dene, aan de oostelijke rand van Newcastle. Armstrong werkte in totaal elf jaar als advocaat, terwijl hij zich in zijn vrije tijd bleef interesseren voor techniek.

### Carrièrewisseling
Het verhaal gaat dat Armstrong als fanatiek sportvisser op een dag op de rivier de Dee in Dentdale in de Pennines naar een werkend waterrad van een marmergroeve zat te kijken. Hij werd zich ervan bewust dat hierbij veel van het beschikbare vermogen werd verspild. Terug in Newcastle ontwierp hij een rotatiemotor aangedreven door het water, gebouwd in de werkplaats van zijn vriend Henry Watson. Er was echter weinig interesse in de motor. Hierop ontwikkelde Armstrong een zuigermotor, die geschikt zou kunnen zijn als aandrijving van een hydraulische kraan. In 1846 werd hij om zijn werk als amateur-wetenschapper gekozen tot Fellow van de Royal Society.
In 1845 werd Armstrong betrokken bij de plannen om de huishoudens van Newcastle van leidingwater te voorzien uit ver weg gelegen reservoirs. Hij kwam hierbij op het idee om de overtollige waterdruk in de benedenstad te gebruiken om een kraaninstallatie langs de rivierkade aan te drijven. Hij beweerde dat deze hydraulische kraan schepen sneller en goedkoper kon lossen dan conventionele kranen. Een opgezet experiment bleek zo succesvol dat drie hydraulische kranen op de kade werden geïnstalleerd.

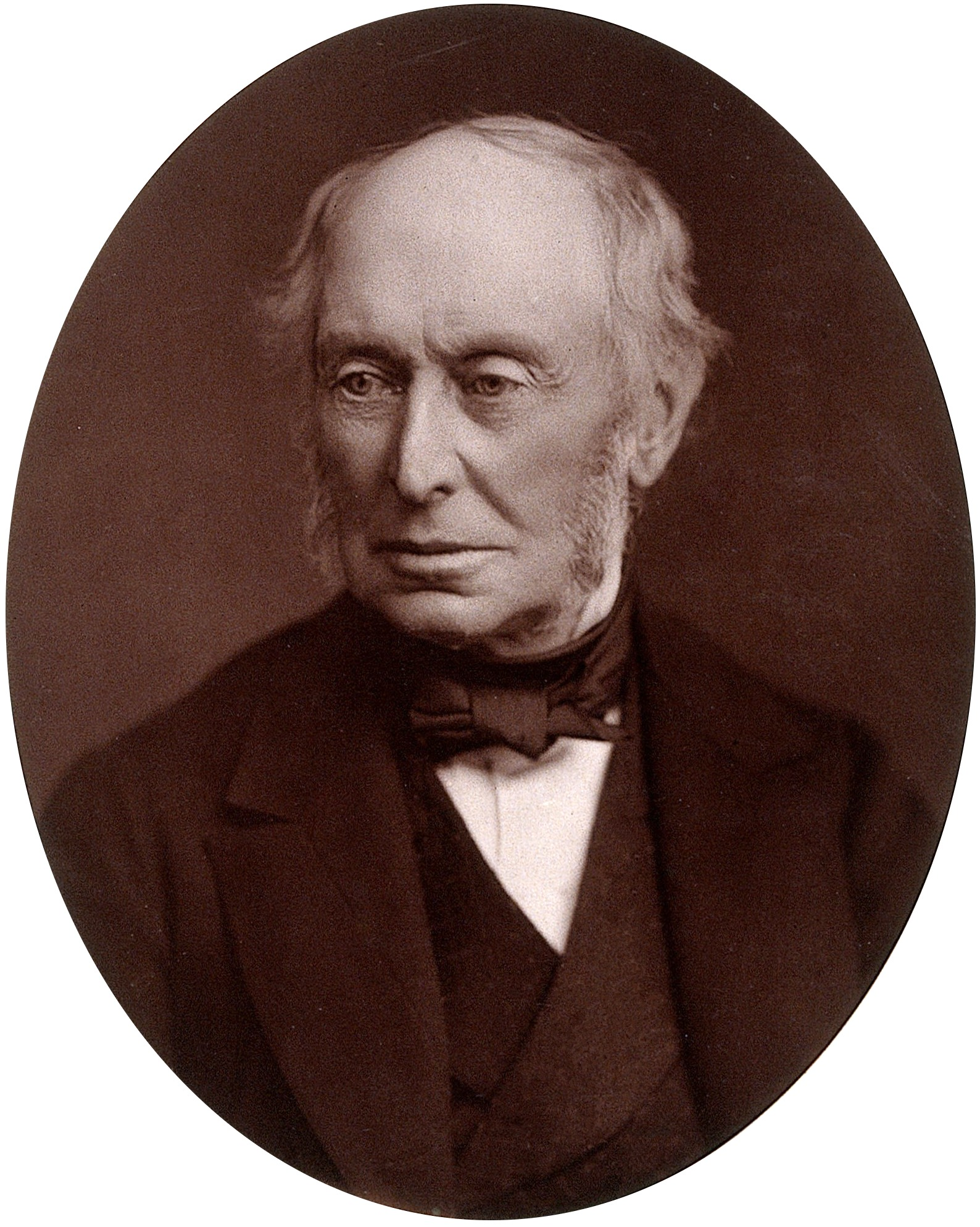
Sir W.G. Armstrong.

Dit succes bracht Armstrong ertoe zijn advocatenpraktijk op te zeggen, en een machinefabriek te beginnen voor de productie van bedrijfskranen en andere hydraulische apparatuur. In 1847 kocht de firma WG Armstrong & Company zo'n 5,5 acre (22.000 m²) grond langs de rivier de Tyne bij Elswick, nabij Newcastle, en begon daar een fabriek te bouwen. Dit nieuwe bedrijf kreeg al snel de eerste orders voor hydraulische kranen uit Edinburgh, Grimsby en Liverpool. In 1850 produceerde het bedrijf 45 kranen, en twee jaar later 75. De rest van de eeuw werden er gemiddeld 100 kranen per jaar geleverd. In 1850 waren er al meer dan 300 mensen werkzaam in de fabriek, en dit aantal was in 1863 gestegen tot 3.800. Het bedrijf richtte zich al snel ook op bruggenbouw, waarbij een van de eerste orders de Inverness Bridge betrof, die in 1855 werd voltooid.

### Latere leeftijd
Armstrong had verschillende zeer bekwame mannen benoemd op hoge posities, en trok zich vanaf 1863 terug van de dagelijkse gang van zaken in het bedrijf, waar hij wel op papier hoofd van het bedrijf bleef. In 1873 diende hij als High Sheriff van Northumberland. In 1881 werd hij gekozen tot voorzitter van de Institution of Civil Engineers.
In 1887 werd hij in de adelstand verheven als Baron Armstrong, van Cragside in het graafschap Northumberland. Zijn laatste grote project, begonnen in 1894, was de aankoop en restauratie van het enorme Bamburgh Castle in Bamburgh aan de kust van Northumberland, dat nog steeds in handen van de familie Armstrong is. Zijn vrouw, Margaret, overleed in september 1893 in hun huis in Jesmond. Armstrong overleed op 90-jarige leeftijd op Cragside. Hij werd begraven op het Rothbury-kerkhof, naast zijn vrouw. Het echtpaar had geen kinderen, en Armstrongs erfgenaam was zijn neef William Watson-Arms.

## Publicaties, een selectie
- Armstrong, W.G. (18 April 1840), "On the application of a column of water as a motive power for driving machinery", The Mechanic's Magazine (J.C. Robertson) 32 (871): 530–536, illus. p. 529
- Armstrong, W. G. (1868). "On the transmission of power by water pressure, with the application to railway goods stations, forge and foundry cranes, and blast‐furnace hoists". Proceedings of the Institution of Mechanical Engineers (Institution of Mechanical Engineers) 19 (1868): 21–26.
- Armstrong, W. G. (1869), "Description of the hydraulic swing bridge for the North Eastern Railway over the River Ouse near Goole", Proceedings of the Institution of Mechanical Engineers (Institution of Mechanical Engineers) 20 (1869): 121–126. (Afbeeldingen)